# Sid Vicious
Sid Vicious (született John Simon Ritchie; Lewisham, 1957. május 10. – New York, 1979. február 2.) angol zenész, a Sex Pistols punkegyüttes basszusgitárosaként vált ismertté. 2006-ban posztumusz bekerült a Rock and Roll Hall of Fame-be a Sex Pistols tagjaként. 2009-ben egy felmérésen minden idők legvitatottabb zenészének szavazták meg.

## Gyermekkora
John Simon Ritchie Lewishamben született John Ritchie és Anne McDonald gyermekeként. Az anyja hamar abbahagyta tanulmányait és csatlakozott a légierőhöz ahol megismerkedett jövendőbelijével. Az apja a Buckhingam palota őrzője és egy londoni jazz klubban játszott harsonán. John születése után ő és az anyja elköltöztek Ibizára, ahova apjának is követni kellett volna őket, a köztes időben pedig havonta küldött volna nekik csekkeket. Miután egy sem érkezett meg, Anne rájött, hogy férje nem megy utánuk. Anne 1965-ben hozzáment Christopher Beverleyhez, mielőtt visszaköltöztek volna Kentbe. John felvette a mostohaapja nevét és az emberek John Beverley néven ismerték.
John mostohaapja fél évvel később meghalt rákban. 1968-tól John és az anyja egy bérlakásban éltek Tunbridge Wellsben, ahol John a Sandown Court iskolába járt. 1971-ben a kelet-londoni Hackney-be költöztek. Rövid ideig Somersetben is éltek.
Ritchie először 1973-ban találkozott John Lydonnal, ekkor mindketten a Hackney Technical College tanulói voltak. Lydon Ritchie-t David Bowie rajongónak és pozőrnek írta le.
17 éves korára Ritchie már gyakran kószált Londonban. Egyik kedvenc helye Malcolm McLaren és Vivienne Westwood akkor még kevéssé ismert boltja, a SEX volt. Itt ismerkedett meg Chrissie Hynde-al, még mielőtt az megalapította volna a Pretenders együttest. Habár Hynde legalább öt évvel idősebb volt nála, megpróbálta meggyőzni Ritchie-t, hogy lépjen vele álházasságba, hogy munkaengedélyt kapjon.
John a „Sid Vicious” nevet a legenda szerint John Lydontól kapta, annak hörcsöge, Sid után. A hörcsög megharapta Ritchie-t aki így kiáltott fel: „Sid is really vicious!” (Sid nagyon gonosz!). Lydon az állatot „a világ legpuhább, legszőrösebb és leggazosabb dolgának” nevezte. Akkoriban Ritchie Lydonnal, John Joseph Wardle-lel (Jah Wooble) és John Gray-jel barátkozott, négyüket a „Négy John”-ként ismerték.
John Lydon szerint ők ketten sokat „koldultak”: Alice Cooper dalokat adtak elő, Lydon énekelt, Sid pedig csörgődobon játszott. Az emberek azért adtak nekik pénzt, hogy hagyják abba. Egyszer egy férfi három shillinget adott nekik, mire ők táncolni kezdtek.
Dennis Morris, a Sex Pistols fényképésze szerint John „a szíve mélyén félénk személy” volt. Mindamellett rátámadt Nick Kentre, az NME újságírójára. Egy másik alkalommal megfenyegette a BBC egyik DJ-jét, Bob Harrist.

## Zenei pályafutása

### The Flowers of Romance és a The Banshees
Vicious 1976-ban kezdte zenei karriertjé a The Flowers of Romance tagjaként. A Siouxsie and the Banshees első koncertjén ő dobolt. A The Damned állítása szerint Vicious és Dave Vanien között kellett dönteniük az énekesi posztra, de Sid nem ment el a meghallgatásra.

### Sex Pistols
Több kiadvány (mint például John Savage England's Dreaming könyve) és film szerint (The Filth and the Fury) Vicioust Glen Matlock 1977. februári távozása után kérték fel, hogy legyen a Sex Pistols basszusgitárosa, mivel minden koncertjükön ott volt. Malcolm McLaren menedzser megjegyezte: „ha Johnny Rotten a punk hangja, akkor Vicious a hozzáállása”.
McLaren azt is többször elmondta, hogy ha hamarabb találkozott volna Vicious-szel, akkor ő lett volna a Sex Pistols frontembere, mivel mindenki másnál nagyobb karizmával rendelkezett. Vad külseje és allűrjei is alkalmassá tették a feladatra. Körmeit gyakran lilára festette, megjelenése és kiállása a punk elengedhetetlen része lett. Első koncertjére a Sex Pistols-szal 1977. április 3-án került sor. Zenei hiányosságát ellensúlyozta karizmájával, sértegette a közönséget, önmagát pedig többször megvágta. Az együttes amerikai turnéja során az „Adjatok egy fixet” szavakat karcolta a mellkasába. Az együttes Longhorn Ballroom-i koncertjén a tömegbe köpött, a közönség soraiban álló „cowboyokat” pedig kigúnyolta.
1977 márciusában találkozott Nancy Spungen-nel; elkezdtek járni. Kapcsolatuk teljesen tönkretette őket és az együttest. Az 1978. január 14-ei koncert után a Sex Pistols feloszlott.

### Szólókarrier
Vicious szólókarrierbe kezdett, „menedzsere” Spungen lett. Legtöbb koncertjét a New York-i Max's Kansas City nevű szórakozóhelyen adta, szólóelőadóként is itt lépett fel utoljára.

### Zenei képessége
Vicious basszusgitárosi képességeit sokszor megkérdőjelezték. A Guitar Hero III-hoz készített interjújában Steve Jonest megkérdezték, miért ő játszott basszusgitáron a Never Mind the Bollocks, Here’s the Sex Pistols albumon. Jones így válaszolt: „Sid sárgasággal volt kórházban, úgyhogy nem tudott játszani. Nem mintha egyébként képes lett volna rá.” Sid egyedül a Bodies felvételein működött közre. Egyszer megkérte Lemmyt, hogy tanítsa őt meg – „Nem tudok basszusgitározni”, mondta, erre Lemmy a következőt válaszolta: „Tudom”. Egy későbbi interjú során, amikor megkérdezték Lemmyt, hogy igaz-e ez a történet, Lemmy igennel válaszolt és megjegyezte: „Amikor meghalt sem tudott basszusgitározni”.
Paul Cook szerint Vicious csatlakozása és Nancyvel való megismerkedése között nagyon keményen tanult basszusgitározni. Viv Albertine is védelmébe vette Vicioust, mondván: „egy este Sid ébren maradt egy Ramones-albummal és a basszusgitárjával, reggelre pedig már tudott játszani. Nagyon gyorsan tanult.” Az utolsó Sex Pistols koncertre Sid egy megfelelő szintre fejlesztette játékát, ahogy azt a koncert felvételei is bizonyítják.

## Nancy Spungen halála
1978. október 12-én reggel Vicious egy átdrogozott éjszaka után holtan találta Nancy Spungent a Chelsea Hotelben található szobájuk fürdőszobájában. Spungennel egyetlen hasi szúrás végzett, melynek következtében elvérzett. A gyilkos fegyvert Vicious vette, és ugyanolyan volt, mint amilyet Stiv Bators kapott Dee Dee Ramone-tól. Dee Dee akkori felesége, Vera King Ramone szerint Sid azután vette meg a kést, hogy látta Stivét. Vicioust letartóztatták és gyilkossággal vádolták. Elismerte, hogy este veszekedtek, de az azt követő eseményekről egymásnak ellentmondó verziókat mondott: „Sosem szúrtam le. Szerettem őt, de ő úgy bánt velem, mint a szarral.”; később azt állította, hogy nem emlékezett rá, és Spungen a vita egy pillanatában beleesett a késbe.
Nancy halálának éjjelén egy parti volt a hotelszobában. A pletykák szerint Nancy rengeteg pénzt mutogatott. Amikor másnap megtalálták, a pénz eltűnt, akárcsak Sid kése. A parti résztvevői közül senki nem tudta bizonyítani, hogy mi történt.
Október 22-én, tíz nappal Spungen halála után Vicious megpróbált végezni magával (felvágta az ereit), így a Bellevue kórházba szállították. Veszekedésbe keveredett Todd Smith-szel, ezt követően testi sértéssel vádolták. 1978. december 9-én letartóztatták és 55 napra a Riker Island-i börtönbe zárták. 1979. február 1-jén szabadult óvadék ellenében.
Az óvadékot eredetileg félmillió dollárban állapították meg, az ügyvédje azonban elérte, hogy csökkentsék az összeget. Malcolm McLaren megpróbálta összegyűjteni a pénzt, amit végül a Virgin Records fizetett ki.
A Spungen megölését érintő egyik elmélet betörést feltételez. Eszerint egy rosszul sikerült drogüzlet következtében került sor a gyilkosságra, melyben Rockets Redglare, későbbi humorista is érintett volt. Redglare a vádakat egészen haláláig tagadta. Állítása szerint egy másik díler már korábban elment a partiról, hogy több drogot hozzon, és csak Redglare távozása után tért vissza. Miután Vicioust kiütve találta, megpróbálta ellopni a maradék drogot, ekkor került összetűzésbe Spungennel.

## Halála
1979. február 2-án este egy kis összejövetelen ünnepelték Vicious szabadulását új barátnője, Michele Robinson lakásán. Vicious tiszta volt, elvonókúrán vett részt, a szervezetét megtisztították a herointól. Az édesanyja azonban (aki maga is függő volt) szerzett heroint Robinson kérése ellenére. A drogot Peter Kodick vitte, és egy darabig a helyszínen maradt. Vicious éjjel túladagolta magát. Akik ott voltak, megpróbálták magához téríteni. Éjjel háromkor Sid és Michele Robinson lefeküdt aludni. Vicioust másnap holtan találták.
Néhány nappal Vicious hamvasztása után az édesanyja egy feltételezett búcsúlevelet talált Vicious kabátjának zsebében:
Volt egy halálra vonatkozó megállapodásunk és tartanom kell magam a szavamhoz. Kérlek, temessetek a drágám mellé a bőrkabátomban, farmerban és motoros bakancsban. Viszlát.
Mivel Spungen zsidó volt, zsidótemetőben helyezték örök nyugalomra. Vicious azonban nem volt zsidó, így nem temethették mellé. Egyes állítások szerint Vicious anyja a hamvakat Nancy sírja fölé szórta.

## Diszkográfia

### Kislemezek
- My Way (1978. június 30.)
- Something Else (1979. február 9.)
- C'mon Everybody (1979. június 22.)

### Album
- Sid Sings

## Filmek, melyekben szerepel Sid Vicious karaktere
1. Sex Pistols Number One (1976, rendezte Derek Jarman)
2. Will Your Son Turn into Sid Vicious? (1978)
3. Mr. Mike's Mondo Video (1979, rendezte Michael O'Donoghue)
4. The Punk Rock Movie (1979, rendezte Don Letts)
5. The Great Rock ’n’ Roll Swindle (1979, rendezte Julien Temple VHS/DVD)
6. DOA (1981, directed by Lech Kowalski)
7. Sid and Nancy (1986, rendezte Alex Cox, DVD)
8. Buried Alive (1991, Sex Pistols)
9. Decade (1991, Sex Pistols)
10. Bollocks to Every (1995, Sex Pistols)
11. Filth to Fury (1995, Sex Pistols)
12. Classic Chaotic (1996, Sex Pistols)
13. Kill the Hippies (1996, Sex Pistols, VHS)
14. The Filth and the Fury (2000, rendezte Julien Temple, VHS/NTSC/DVD)
15. Live at the Longhorn (2001, Sex Pistols)
16. Live at Winterland (2001, Sex Pistols, DVD)
17. Never Mind the Bollocks Here's the Sex Pistols (2002, Sex Pistols, VHS/DVD)
18. Punk Rockers (2003, Sex Pistols, DVD)
19. Blood on the Turntable: The Sex Pistols (2004, rendezte Steve Crabtree)
20. Music Box Biographical Collection (2005, Sex Pistols, DVD)
21. Punk Icons (2006, Sex Pistols, DVD)
22. American Hardcore (2007, DVD)
23. Chaos! Ex Pistols Secret History: The Dave Goodman Story (2007, Sex Pistols, DVD)
24. Pirates of Destiny (2007, rendezte Tõnu Trubetsky, DVD)
25. Rock Case Studies (2007, Sex Pistols, DVD)
26. Who Killed Nancy? (2009, rendezte Alan G. Parker)
27. In Search of Sid (2009, BBC Radio 4, Jah Wobble)[20]

## Fordítás
- Ez a szócikk részben vagy egészben  a   Sid Vicious című angol Wikipédia-szócikk fordításán alapul.  Az eredeti cikk szerkesztőit annak laptörténete sorolja fel. Ez a jelzés csupán a megfogalmazás eredetét és a szerzői jogokat jelzi, nem szolgál a cikkben szereplő információk forrásmegjelöléseként.